# Дом Апраксиных — Трубецких
Дом Апра́ксина — Трубецки́х (Апра́ксинский дворе́ц, «Дом-комод») — дворцовое здание в стиле редкого для Москвы растреллиевского барокко, построенное в 1766 г. для графа Матвея Фёдоровича Апраксина (возможно, по случаю его брака с троюродной сестрой Петра III). Находится в центре Москвы, по адресу: ул. Покровка, д. 22.

## История
Участок, на котором стоит современное здание, в начале 1740-х годов состоял из двух смежных владений: одно принадлежало купцу Петру Ивановичу Морозову, другое — вдове Софье Кутазниковой и её сыну Гавриле Антоновичу Макарову. На рубеже 1733—1743 годов участки с деревянными и каменными строениями купил и объединил в одно владение совладелец питейного предприятия купец Михаил Андреевич Турченинов. В 1748 году владение приобрёл английский купец Джон Томсон, известный в Москве как Иван Иванович Томсон. В 1752 году Томсон обратился в Московскую полицмейстерскую канцелярию за разрешением разобрать часть строений по ветхости и возвести новые каменные палаты. План двора с нанесёнными на него постройками выполнил архитектурный ученик Пётр Яковлевич Плюсков, а подписал архитектор Дмитрий Васильевич Ухтомский.
Заказчиком строительства дворца выступил граф Матвей Фёдорович Апраксин (1744—1803). Автор проекта неизвестен. Историки архитектуры приписывали его ученикам Растрелли, также называлось имя Д. В. Ухтомского. По своему решению дом М. Ф. Апраксина ближе к петербургским постройкам того времени, чем к московским. Немногочисленные особняки растреллиевского стиля в «первопрестольной» были уничтожены пожаром 1812 года.
Стиль барокко, в котором строился дворец, стремительно выходил из моды. Возможно, именно по этой причине всего через 6 лет после постройки новой резиденции Апраксин продал усадьбу князю Д. Ю. Трубецкому. В течение последующих 89 лет участок принадлежал его потомкам — младшей ветви рода Трубецких.
О. С. Павлищева вспоминала, что в детстве её с братом Сашей Пушкиным возили учиться танцам к Трубецким на Покровку. Считается, что именно здесь, в «доме-комоде» князя И. Д. Трубецкого, состоялся сговор о свадьбе его племянницы М. Н. Волконской с графом Николаем Ильичем Толстым; в этом браке родился Лев Толстой. На лето владельцы уезжали в свою «подмосковную» Знаменское-Садки и сдавали дворец внаём. В 1849—1850 годах в доме Трубецких квартировал Дмитрий Менделеев.
В 1861 году наследники князя Юрия Ивановича Трубецкого — несовершеннолетний сын, юнкер лейб-гвардии Конного полка, князь Иван Юрьевич и его мать Ольга Фёдоровна — продали дом за 125 тысяч рублей под размещение 4-й мужской гимназии, в которой учились создатель аэродинамики Николай Жуковский, философ Владимир Соловьёв, театральный режиссёр и критик Константин Станиславский, филолог Алексей Шахматов, писатель Алексей Ремизов и политический деятель Николай Астров.
Во время функционирования гимназии, некоторые внутренние помещения дома были перепланированы под её нужды, как общественного учреждения. Тогда же здесь появилась чугунная лестница, сохранившая до нашего времени.
В дворцовом здании гимназия просуществовала вплоть до революции 1917 года. Домовой церковью для гимназистов служила бывшая домовая церковь Трубецких, освящённая в честь Благовещения Пресвятой Богородицы, располагавшаяся в тесном помещении при хорах главного овального зала на втором этаже здания. К юбилею 50-летия гимназии по распоряжению её директора Д. А. Соколова помещение храма было значительно увеличено за счёт присоединения к нему соседних комнат и гимназисты, ранее стоявшие на церковных службах в зале внизу, получили возможность стоять в помещении церкви.
После Октябрьской революции гимназия была закрыта, домашняя церковь упразднена, а находившиеся в ней церковная утварь и убранство были переданы в сельский храм Коломенского уезда. Помещения дома по решению революционных властей были обращены в коммунальные квартиры и заселены рабочими и служащими. В тяжёлые годы гражданской войны все деревянные элементы убранства дома — декор, паркет, лестницы, перила, двери, мебель были полностью уничтожены или использованы для отопления и обогрева помещений в зимнее время. Кроме коммуналок в здании также размещались, сменяя друг друга, различные учреждения и организации. С 1924 года до 1930-х годов в помещениях дворца располагалось общежитие студентов Московского института инженеров транспорта.
После окончания Великой Отечественной войны, коммуналки начали постепенно расселяться. На втором этаже здания расположился Дом пионеров и школьников Красногвардейского района г. Москвы. И только в 1960-х годах проживавшие в коммунальных квартирах жильцы были окончательно выселены, а учреждения и организации выведены (кроме Дворца пионеров), на освободившихся площадях разместился Всесоюзный научно-исследовательский институт геофизики (Государственное федеральное унитарное предприятие Всероссийский научно-исследовательский институт геофизических методов разведки). В это же время была проведена первая реставрация памятника — его фасадам вернули первоначальный облик середины XVIII века.
С 2005 года часть помещений дворца арендовал Российский фонд милосердия и здоровья (в 2009 г. охранно-арендный договор на помещения объекта культурного наследия расторгнут в связи с неисполнением его условий).

## Галерея

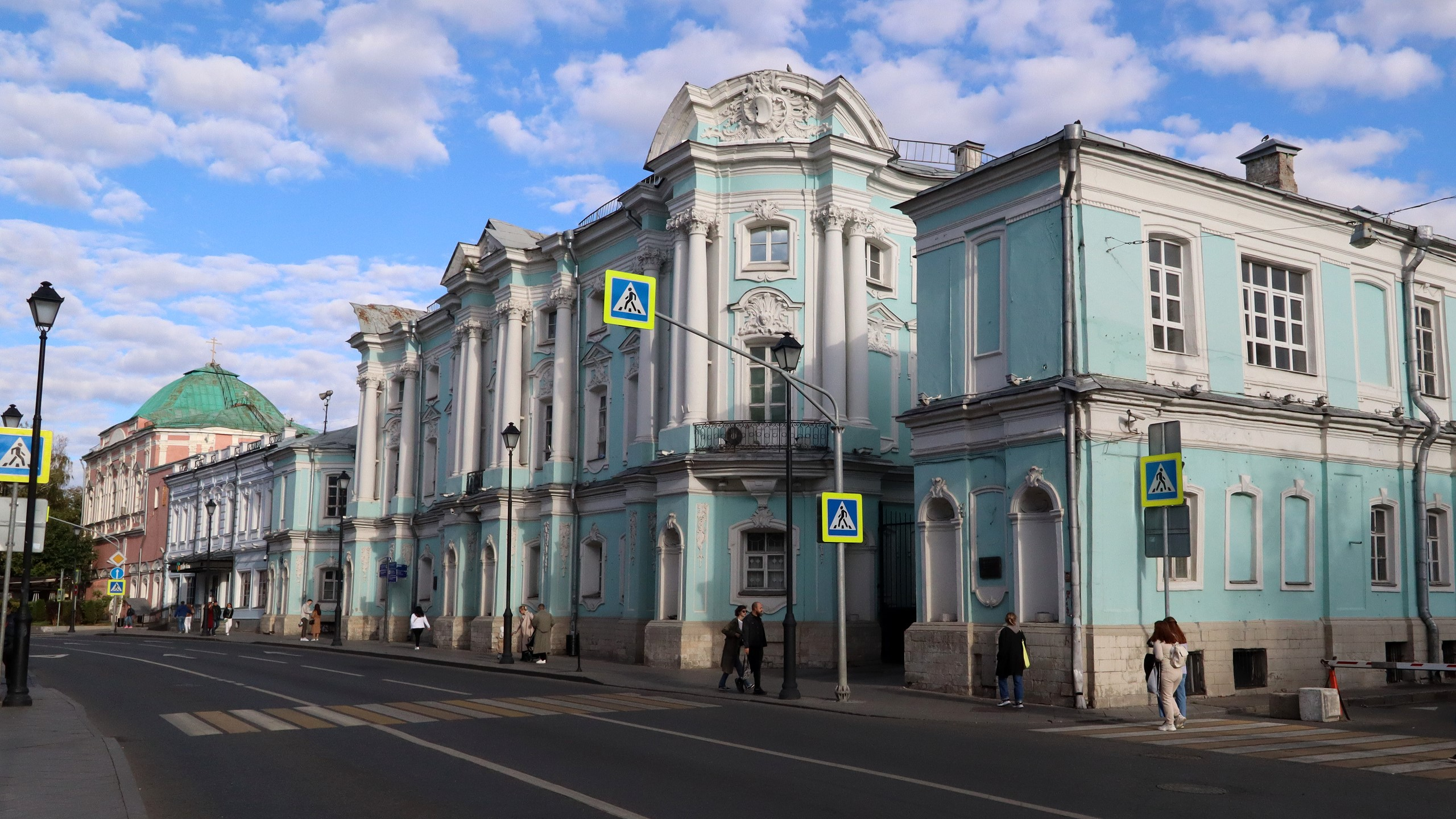
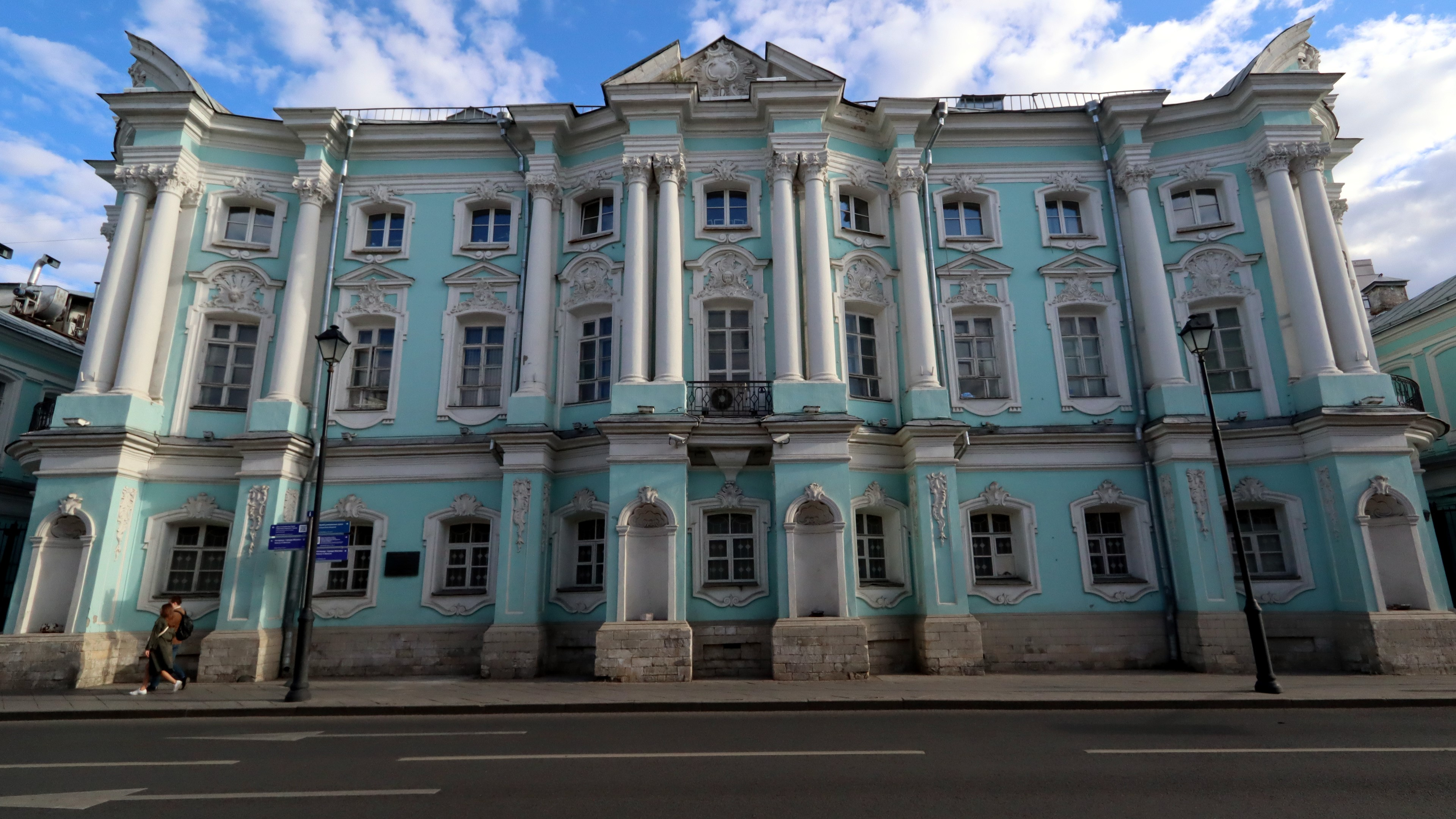
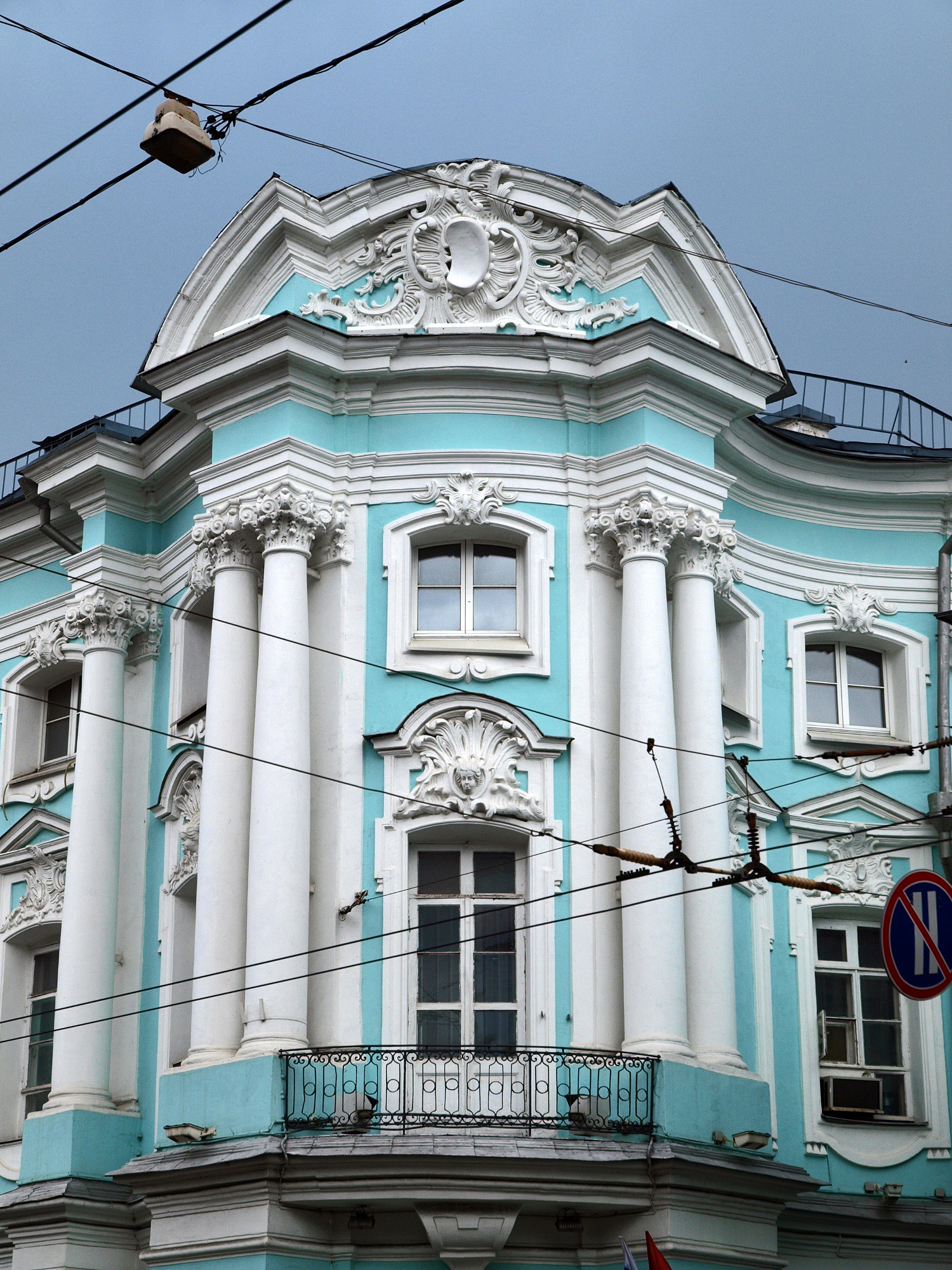
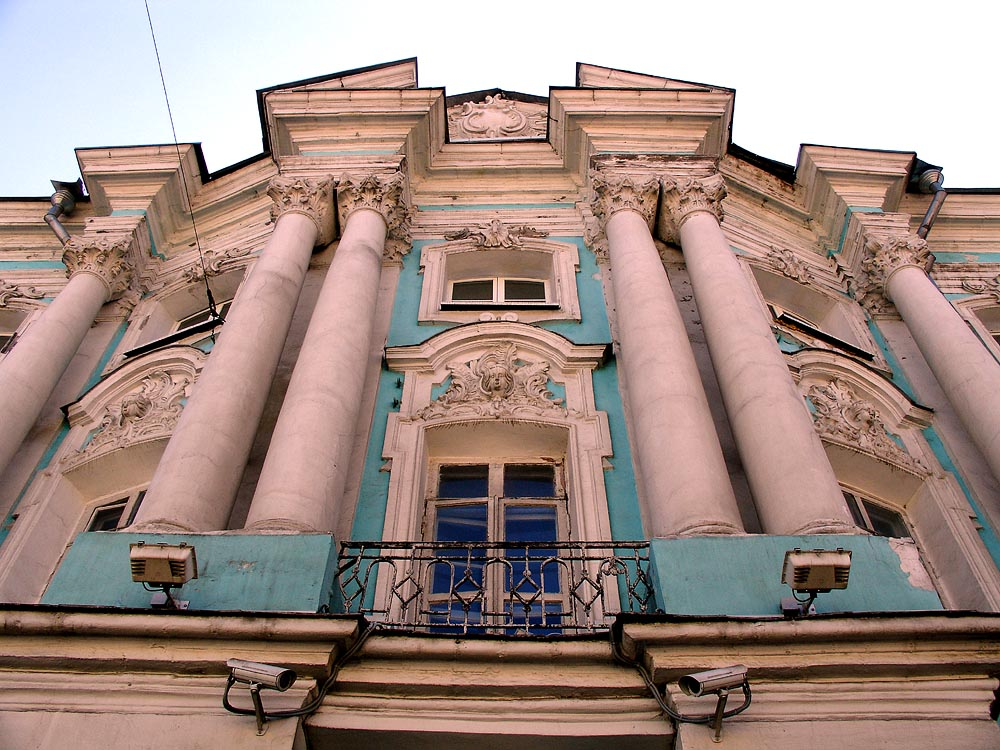
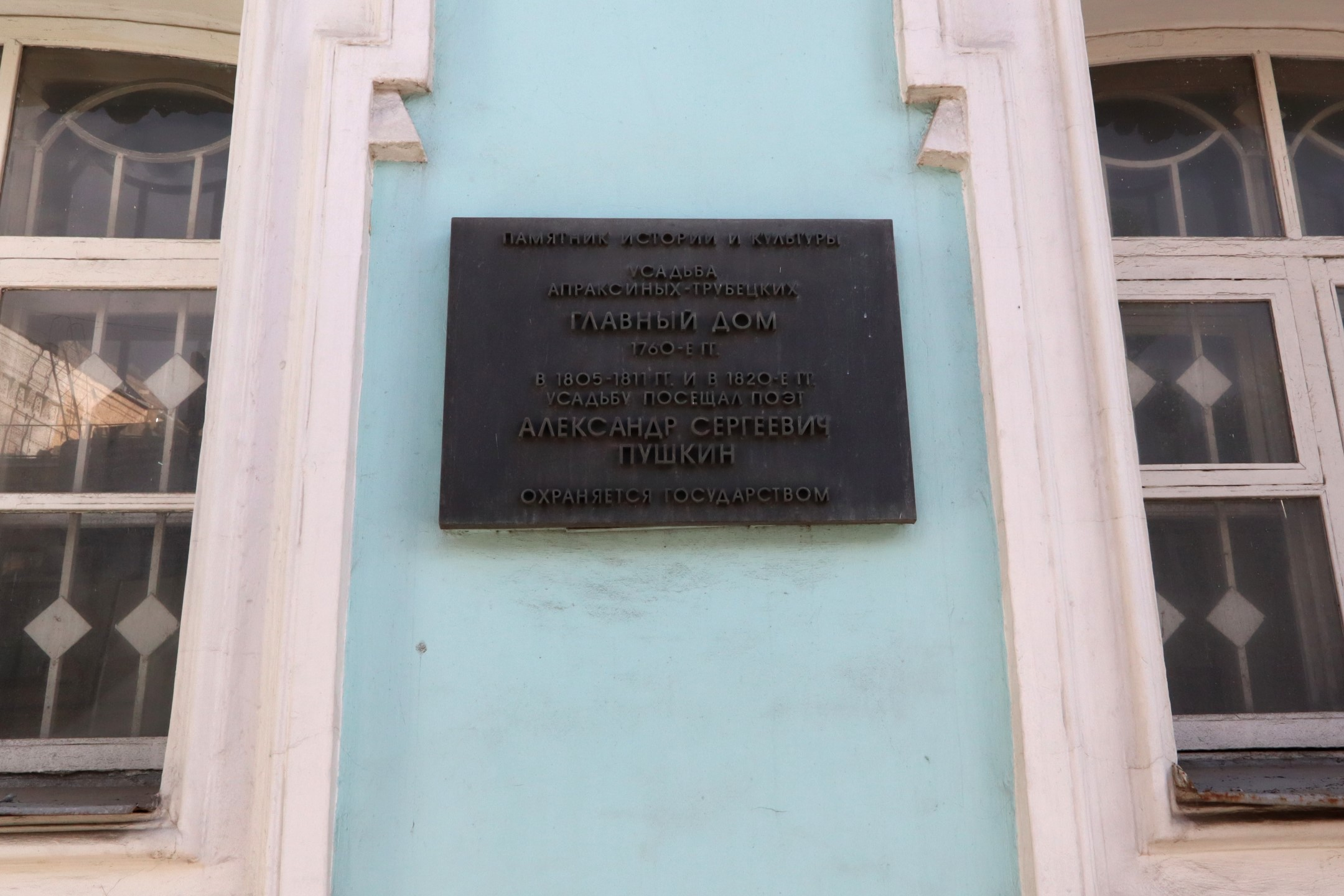